# Mistrovství světa v judu 1967 – muži – polotěžká váha (-93 kg)
Zápasy v judu na V. mistrovství světa v kategorii polotěžkých vah mužů proběhly v Salt Lake City, 9. srpna 1967.

## Finálové kolo
Poražení semifinalisté II skončili na děleném třetím místě.
| semifinále II  | finále        | vítěz         |
| -------------- | ------------- | ------------- |
| Osamu Sató     | Osamu Sató    | Nobujuki Sató |
| Ernst Eugster  | Osamu Sató    | Nobujuki Sató |
| Nobujuki Sató  | Nobujuki Sató | Nobujuki Sató |
| Peter Herrmann | Nobujuki Sató | Nobujuki Sató |

## Opravy
Vítězové semifinále I sebou vytáhli do oprav judisty, které na své cestě pavoukem porazili. Ti se následně utkali mezi sebou a vítězové oprav postoupili do finálového kola (semifinále II). Ve finále tak mohli teoreticky nastoupit judisté, kteří se již v turnaji utkali.
| opravy    | opravy            | opravy           | semifinále II  |
| --------- | ----------------- | ---------------- | -------------- |
| volný los | Radovan Krajnović | Peter Herrmann   | Peter Herrmann |
| volný los | Radovan Krajnović | Peter Herrmann   | Peter Herrmann |
|           | Peter Herrmann    | Peter Herrmann   | Peter Herrmann |
|           |                   | Peter Snijders   | Peter Herrmann |
| volný los | Colin MacIver     | Pierre Albertini | Ernst Eugster  |
| volný los | Colin MacIver     | Pierre Albertini | Ernst Eugster  |
|           | Pierre Albertini  | Pierre Albertini | Ernst Eugster  |
|           |                   | Ernst Eugster    | Ernst Eugster  |

## Pavouk
Vítězové semifinále I postoupili do finálového kola (semifinále II).
|   | 1/32                 | 1/16                 | čtvrtfinále      | semifinále I   | semifinále II |
| - | -------------------- | -------------------- | ---------------- | -------------- | ------------- |
| A | Gilles Champagne     | Gilles Champagne     | Peter Herrmann   | Osamu Sató     | Osamu Sató    |
| A | José Chandry         | Gilles Champagne     | Peter Herrmann   | Osamu Sató     | Osamu Sató    |
| A | volný los            | Peter Herrmann       | Peter Herrmann   | Osamu Sató     | Osamu Sató    |
| A | volný los            | Peter Herrmann       | Peter Herrmann   | Osamu Sató     | Osamu Sató    |
| A | Radovan Krajnović    | Radovan Krajnović    | Osamu Sató       | Osamu Sató     | Osamu Sató    |
| A | Robert Crowl         | Radovan Krajnović    | Osamu Sató       | Osamu Sató     | Osamu Sató    |
| A | volný los            | Osamu Sató           | Osamu Sató       | Osamu Sató     | Osamu Sató    |
| A | volný los            | Osamu Sató           | Osamu Sató       | Osamu Sató     | Osamu Sató    |
| A | Peter Snijders       | Peter Snijders       | Peter Snijders   | Peter Snijders | Osamu Sató    |
| A | Kim Čchung-čo        | Peter Snijders       | Peter Snijders   | Peter Snijders | Osamu Sató    |
| A | volný los            | John Tisdale         | Peter Snijders   | Peter Snijders | Osamu Sató    |
| A | volný los            | John Tisdale         | Peter Snijders   | Peter Snijders | Osamu Sató    |
| A | Ray Ross             | Ray Ross             | Ray Ross         | Peter Snijders | Osamu Sató    |
| A | Yu Yun-tzu           | Ray Ross             | Ray Ross         | Peter Snijders | Osamu Sató    |
| A | volný los            | Habib Guèye          | Ray Ross         | Peter Snijders | Osamu Sató    |
| A | volný los            | Habib Guèye          | Ray Ross         | Peter Snijders | Osamu Sató    |
| B | Georges Mehdi        | Georges Mehdi        | Georges Mehdi    | Ernst Eugster  | Nobujuki Sató |
| B | William Paul         | Georges Mehdi        | Georges Mehdi    | Ernst Eugster  | Nobujuki Sató |
| B | volný los            | John Buckley         | Georges Mehdi    | Ernst Eugster  | Nobujuki Sató |
| B | volný los            | John Buckley         | Georges Mehdi    | Ernst Eugster  | Nobujuki Sató |
| B | Salvador Goldschmied | Salvador Goldschmied | Ernst Eugster    | Ernst Eugster  | Nobujuki Sató |
| B | Alí Hašíšá           | Salvador Goldschmied | Ernst Eugster    | Ernst Eugster  | Nobujuki Sató |
| B | volný los            | Ernst Eugster        | Ernst Eugster    | Ernst Eugster  | Nobujuki Sató |
| B | volný los            | Ernst Eugster        | Ernst Eugster    | Ernst Eugster  | Nobujuki Sató |
| B | Colin MacIver        | Colin MacIver        | Nobujuki Sató    | Nobujuki Sató  | Nobujuki Sató |
| B | Michael Johnson      | Colin MacIver        | Nobujuki Sató    | Nobujuki Sató  | Nobujuki Sató |
| B | volný los            | Nobujuki Sató        | Nobujuki Sató    | Nobujuki Sató  | Nobujuki Sató |
| B | volný los            | Nobujuki Sató        | Nobujuki Sató    | Nobujuki Sató  | Nobujuki Sató |
| B | volný los            | Sebastian Tromp      | Pierre Albertini | Nobujuki Sató  | Nobujuki Sató |
| B | volný los            | Sebastian Tromp      | Pierre Albertini | Nobujuki Sató  | Nobujuki Sató |
| B | volný los            | Pierre Albertini     | Pierre Albertini | Nobujuki Sató  | Nobujuki Sató |
| B | volný los            | Pierre Albertini     | Pierre Albertini | Nobujuki Sató  | Nobujuki Sató |